# Ruth Ford
Ruth Ford (Brookhaven, 7 luglio 1911 – New York, 12 agosto 2009) è stata un'attrice statunitense.

## Biografia
Sorella minore del poeta Charles Henri Ford, Ruth Ford nacque nel Mississippi nel 1911. Iniziò a recitare sulle scene con il Mercury Theatre di Orson Welles, prima di esordire a Hollywood nel 1938. Recitò in oltre tre dozzine di film tra gli anni quaranta e gli anni ottanta, posando anche come modella per Cecil Beaton, Man Ray e Carl Van Vechten.
Parallelamente all'attività cinematografica, continuò a recitare a teatro, apparendo in quindici opere teatrali a Broadway, tra cui La morte di Danton (1938), A porte chiuse (1946), La casa di Bernarda Alba (1951), Il treno del latte non ferma più qui (1964) e Harold e Maude (1980).
Dopo un primo matrimonio fallito con Peter van Eyck, nel 1952 si risposò con Zachary Scott, con cui rimase fino alla morte dell'uomo nel 1965. Si ritirò dalla recitazione nel 1985 e morì nel suo appartamento al Dakota nel 2009 all'età di 98 anni.

## Successione
Nel maggio 2010 fu scritto nel The Wall Street Journal, che il patrimonio della Ford ammontava a $8.4 milioni, quasi tutto nella proprietà di due appartamenti che ella possedeva nel fabbricato condominiale The Dakota a Manhattan, dove morì nel 2009. Uno degli appartmenti era appartenuto a suo fratello Charles, che morì prima di lei. Ella lasciò in eredità gli appartamenti alla sua cuoca/domestica, Indra Tamang, una nepalese-americana che Charles Henri Ford aveva portato a New York. La figlia di Ford e il nipote erano stati diseredati. Tamang vendette la maggior parte degli appartamenti di Ford Dakota nel 2011 per meno di $4.5 milioni.

## Filmografia parziale

### Cinema
- Too Much Johnson, regia di Orson Welles (1938)
- The Man Who Returned to Life, regia di Lew Landers (1942)
- La signora acconsente (The Lady Is Willing), regia di Mitchell Leisen (1942)
- In questa nostra vita (In This Our Life), regia di John Huston (1942)
- Agguato ai tropici (Across the Pacific), regia di John Huston (1942)
- Arcipelago in fiamme (Air Force), regia di Howard Hawks (1943)
- Sua Altezza è innamorata (Princess O'Rourke), regia di Norman Krasna (1943)
- Wilson, regia di Henry King (1944)
- Le chiavi del paradiso (The Keys of the Kingdom), regia di John M. Stahl (1944)
- Strana personificazione (Strange Impersonation), regia di Anthony Mann (1946)
- Il castello di Dragonwyck (Dragonwyck), regia di Joseph L. Mankiewicz (1946)
- Play It As It Lays, regia di Frank Perry (1972)

### Televisione
- The Chevy Mystery Show – serie TV, episodio 1x03 (1960)